# 笠原桃奈
笠原 桃奈（かさはら ももな、2003年〈平成15年〉10月22日 - ）は、日本のアイドル、歌手、女優であり、ガールズグループ・ME:Iのメンバーおよび同グループのリーダー、女性アイドルグループ・アンジュルムの元メンバー（5期）ならびにハロー！プロジェクトの元メンバーである。ME:Iでの活動名はMOMONA。神奈川県出身。身長163cm。所属事務所はLAPONE GIRLS。

## 略歴
2003年（平成15年）10月22日に生まれる。3歳の頃から9年間、バレエを経験した。
2015年（平成27年）4月1日、ハロプロ研修生となる。
2016年（平成28年）5月5日に行われた『ハロプロ研修生 発表会2016 〜春の公開実力診断テスト〜』（中野サンプラザ）にて、モーニング娘。の「愛しく苦しいこの夜に」を披露し、ベストパフォーマンス賞を受賞した。同年7月16日、コンサートツアー『Hello! Project 2016 SUMMER ～Sunshine Parade～ / ～Rainbow Carnival～』の初日公演（日本特殊陶業市民会館）において、アンジュルムに加入することが発表される。発表直後にパフォーマンスにも参加し、この日から同グループとしての活動をスタートさせた。同年10月19日、アンジュルムの5thシングル『上手く言えない/愛のため今日まで進化してきた人間 愛のためすべて退化してきた人間/忘れてあげる』で、同グループの音楽作品に初めて参加した。
2021年（令和3年）6月21日、年内でアンジュルムならびにハロー！プロジェクトから卒業するとともに、卒業後は一度芸能界を離れ、海外で歌とダンスの勉強を行う予定であることを発表した。同年11月15日、日本武道館にて卒業公演『アンジュルムコンサート2021「桃源郷～笠原桃奈 卒業スペシャル～」』が開催された。同公演をもってアンジュルムならびにハロー！プロジェクトを卒業し、アップフロントプロモーションとの専属契約を終了した。同日、蒼井優と菊池亜希子がダブル編集長を務めた自身のラストフォトブック『Dear sister』（オデッセー出版）が発売された。
2023年（令和5年）9月3日、サバイバルオーディション番組『PRODUCE 101 JAPAN THE GIRLS』に101練習生として出演することが発表される。同年10月5日より配信が開始された同番組内の「国民投票」と呼ばれる視聴者投票において、第1回は1位、第2回は3位、第3回は1位を獲得する。同年12月16日、TBS系列で生放送された同番組の最終回で最終順位が発表され、得票数111万6716票で1位を獲得し、ガールズグループ・ME:Iとしてのデビューが決定した。
2024年（令和6年）2月26日、ME:Iのリーダーに就任したことが発表される。同年4月17日に発売されたME:Iの1stシングル『MIRAI』のA面「Click」で、センターポジションを担当した。同年7月11日、ME:Iでのメンバーカラーが『ブラック』に決定したことを発表。
2025年（令和7年）3月、フジテレビ『めざましテレビ』でマンスリーエンタメプレゼンターを務めた。同年4月、ディズニー実写映画『リロ＆スティッチ』（6月6日公開）の日本語吹き替え版で、リロの姉であるナニ役を担当することが発表された。アメリカでのオーディションを経て、演技力と歌唱力が高く評価され、声優として初挑戦を果たした。

## 人物
本名の「桃奈」は、ハワイ語で「かわいらしい」「愛しさ」の意味から由来しており、ハワイ好きな両親が「誰からも愛される人になってほしい」という願いを込めて名付けた
愛称は、桃奈、かっさー。三姉妹の長女で、妹が2人いる。おばと歌手の瑛人が結婚したため親戚関係となった。
座右の銘は、森鷗外の箴言集『智恵袋』の一節「日の光を借りて照る大いなる月たらんよりは、自ら光を放つ小さな灯火たれ」。
2019年4月、伸ばしていた髪を切り、がん治療や脱毛症等で悩む人々の医療用ウィッグを作る活動「ヘアドネーション」に寄付したことを発表した。

### 特技・評価
特技は、ダンス（バレエ暦9年）、アクロバット、文章を書くこと。自身のアンジュルム卒業公演で読んだ手紙をはじめ、ブログなどの文章がファンの間で話題になることが多く、文章力の高さに定評がある。
アンジュルムのファンで、笠原のフォトブックの編集長も務めた女優の蒼井優は「言葉の選び方と感じ方が、本当に素晴らしい」「笠原さんって、特別な女の子なのに、見ていると自分の昔を思い出すような感覚になるんですよね…笠原さんが持っている『繊細な感覚』を、私も持っていた時期があったなと思い出すんです。だからすごく愛おしい存在だと思うし、笠原さんを作る全ての要素を抱きしめたくなる力がある方だと思います」「彼女を撮った一枚の写真から物語が、時間が動き出しそうなタイプの女の子」と評価し、ME:Iのメンバーとしては「ハンサムガールで毎度驚かせてくれるのに安心してついていける」と評価している。

### 趣味・嗜好
趣味として、フィルムカメラ、読書、音楽鑑賞、映画鑑賞、サイクリングを挙げている。
好きな音楽のジャンルは、ジャズ、クラシックで、好きなアーティストは、キース・ジャレットや椎名林檎を挙げている。K-POPも聴き、好きなグループはRed Velvet。自分の人生のテーマソングとして椎名林檎と宮本浩次の「獣ゆく細道」、マイベストソングとしてBTSの「EPILOGUE : Young Forever」を挙げている。
好きな食べ物は、桃、チョコレート。好きなおにぎりの具は、とろサバ、おかかチーズ、いくら。
好きな動物は、鳥で、オカメインコを飼っている。また、深海魚が好き。小学6年の頃は飼育委員長を務めていた。

### 性格・特徴
『PRODUCE 101 JAPAN THE GIRLS』では、圧倒的な表現力でどんなコンセプトにも果敢に挑戦する姿や、仲間想いで懐が深い、竹を割ったようなキャラクターはしばしば少年漫画の主人公に例えられることもあった。
笠原のフォトブックの編集長を務めた女優の菊池亜希子は笠原の性格を「笠原さんは自分の心の動きにいつも真面目すぎるぐらい誠実に向き合っている。そういう部分が、大人になった私が見ても尊敬できるし、信じられるんですよね」と言及している。同じく編集長を務めた蒼井優は「自分とちゃんと向き合っているなって。他者に対して謙虚で、敬意があって、なおかつ照れもあって。外見だけじゃなく、内面と眼差しがとても魅力的」と言及している。

### ハロー！プロジェクト
アンジュルム時代の公式ニックネームはかっさーで、メンバーカラーは     ホットピンク、「アンジュルムの大型犬」とも呼ばれていた。
2013年、『モーニング娘。12期メンバー「未来少女」オーディション』に応募するが、募集時点で10歳になっていなかったため、選考対象から外された。2014年には、『モーニング娘。'14 ＜黄金(ゴールデン)＞オーディション』に応募するも落選。その後、2014年に行われた『ハロプロ研修生』のオーディションに応募し小学5年の頃に合格する。
小学生の研修生時代は本人曰く「劣等生」であったという。中学1年になった2016年の研修生発表会『春の公開実力診断テスト』を最後に、辞めるつもりであった。自分には向いてないと思い、家族と話し合った末、マネージャーにも「最後の舞台にします」と伝えた。しかし「悔いを残さないように全身全霊を懸けた」結果、審査員と会場投票で一番が決まる『ベストパフォーマンス賞』を受賞。「じゃあ、続けよう」と決めた2ヶ月後、アンジュルムへの加入が決定した。2016年のハロー！プロジェクト内で最年少12歳での加入であった。
2018年、当時14歳だった笠原がアンジュルムの先輩のメンバーたちに憧れて赤リップを塗ったところ、子供らしさを求める一部のファンから「メイクが濃い」との指摘を受けた。しかし、当時のグループリーダーだった和田彩花が、ライブのMCで「アイドルには良いとされる型があるわけではなく、そこに嵌まることが正しいことでもない」「桃奈にはまた赤いリップをつけてほしい」などコメント。また、髪を緑に染めるメンバーや赤リップを塗るメンバーなど当時最年少メンバーであった笠原を全員でフォローした。このエピソードは、しばしば「赤リップ事件」と呼ばれる。
好きな先輩は、元モーニング娘。の工藤遥と佐藤優樹。憧れの人物は、和田彩花。また、元モーニング娘。の亀井絵里のファンである。ハロプロ研修生の同期である金津美月と仲が良く、金津からは「桃吉」と呼ばれていた。
アンジュルムとしてのCDシングルは『上手く言えない/愛のため今日まで進化してきた人間 愛のためすべて退化してきた人間/忘れてあげる』から『はっきりしようぜ/泳げないMermaid/愛されルート A or B?』までの参加となり、デジタルシングル『SHAKA SHAKA #2 LOVE カラフルライフ編』が在籍最後の参加作品となった。
「ME:I」としてデビューが決まった『PRODUCE 101 JAPAN THE GIRLS』最終回の生放送終了後、アンジュルムのメンバーだけでなく、OGも含めた多くのハロプロメンバーから祝福の声が寄せられた。

### ME:I
メンバーカラーは、     ブラック。また、ME:EYE'sネームは、MO:NA（モナ）。
『PRODUCE 101 JAPAN THE GIRLS』で付けられたキャッチフレーズは、「天下無敵のチャレンジャー」。同番組放送前、笠原が映る映像が公開されると、「笠原桃奈」、「かっさー」の名前がXのトレンドに入るなど、注目を集めていた。

#### PRODUCE 101 JAPAN THE GIRLSでの成績
練習生同士で順位をつける練習生評価では101人中8位。クラス分け評価では最高位のAクラス、クラス分け再評価でもAクラスに配属。
グループバトルでは、グループのセンターとサブボーカルを担当。対決したグループに勝利したため、ベネフィットを獲得。個人では96人中5位。
ポジションバトルでは、RAP&VOCALポジションを選択。グループのリーダーを担当し、ラップ部分の歌詞は自ら作詞した。グループでは4人中1位のためベネフィットを獲得。RAP&VOCAL選択者全体では7人中2位。
コンセプトバトルでは、グループのサブボーカルを担当。全グループの中で、笠原が所属するグループが1位のため、ベネフィットを獲得。グループ内では7人中3位。全体では35人中3位。
デビュー評価では、グループのメインボーカルとリーダーを担当。
このように番組を通して、センター、リーダー、メインボーカル、サブボーカル、ラップの全てのポジションを経験し、全てのバトルでベネフィットを獲得した。国民投票によって最終順位1位でデビュー権を獲得したことにより、ME:Iのデビュー曲のセンターを務めた。

## ディスコグラフィ

### シングル

#### デジタル配信
| リリース日     | タイトル             | 規格品番  | 備考 |
| -------------- | -------------------- | --------- | ---- |
| 2021年11月16日 | 地球は今日も愛を育む | UFDL-1487 |      |

### アルバム
PRODUCE 101 JAPAN THE GIRLS関連楽曲
| リリース日   | 参加楽曲                          | 出典   | アルバム                    | 形態 | 規格品番/EAN                   | 備考 |
| ------------ | --------------------------------- | ------ | --------------------------- | ---- | ------------------------------ | ---- |
| 2024年2月7日 | LEAP HIGH! 〜明日へ、めいっぱい〜 | [ 81 ] | PRODUCE 101 JAPAN THE GIRLS | CD   | YRCS-95117 / EAN 4571487594666 |      |
| 2024年2月7日 | &ME                               | [ 82 ] | PRODUCE 101 JAPAN THE GIRLS | CD   | YRCS-95117 / EAN 4571487594666 |      |
| 2024年2月7日 | 想像以上                          | [ 83 ] | PRODUCE 101 JAPAN THE GIRLS | CD   | YRCS-95117 / EAN 4571487594666 |      |
| 2024年2月7日 | FLY UP SO HIGH                    | [ 84 ] | PRODUCE 101 JAPAN THE GIRLS | CD   | YRCS-95117 / EAN 4571487594666 |      |

## 出演

### テレビドラマ
- ほぼ日の怪談。「高笑いする女」（2020年8月30日、テレビ神奈川）- 主演・佐々木鈴 役[85][86]。

### 吹き替え
- リロ&スティッチ（2025年6月6日公開、ウォルト・ディズニー・ジャパン） - ナニ・ペレカイ 役（シドニー・アグドン）[32]。

### 舞台
- 演劇女子部「MODE」（2016年10月1日 - 10日、全労済ホール）- 岬かよ 役[87][88]。
- 演劇女子部「夢見るテレビジョン」（2017年10月5日 - 15日、全労済ホール）- 新田千代 役[89][90]。
- 演劇女子部「アタックNo.1」（2018年11月29日 - 12月9日、全労済ホール）- 小幡すずめ 役[91][92]。

### 情報・バラエティ
- 沼にハマってきいてみた 特別編 ～沼コレ開幕!ファッション沼～（2024年7月21日、NHK Eテレ）※生放送[93][94]
- めざましテレビ（2025年3月3日・10日・17日・24日、フジテレビ） - マンスリーエンタメプレゼンター[95]

### 配信番組
- PRODUCE 101 JAPAN THE GIRLS（2023年10月5日 - 12月16日、Lemino） - 101練習生[注 5][22]
- ミスタートロット ジャパン（2025年4月9日 - 5月3日、Lemino） - 準決勝・決勝 サブMC[96][97]

### ラジオ
- HELLO! DRIVE! -ハロドラ-（2016年10月 - 2019年6月、Radio NEO）
  - （2016年10月 - 2017年9月） - 木曜日担当[98]
  - （2017年10月 - 2019年6月） - 金曜日担当[99][100]

## 書籍

### 写真集
- Momona（2019年10月22日、オデッセー出版、撮影：宮脇進）[101]
- Dear sister（2021年11月15日、オデッセー出版、撮影：高橋ヨーコ、編集長：蒼井優・菊池亜希子）[102]